# Micròfon de carbó

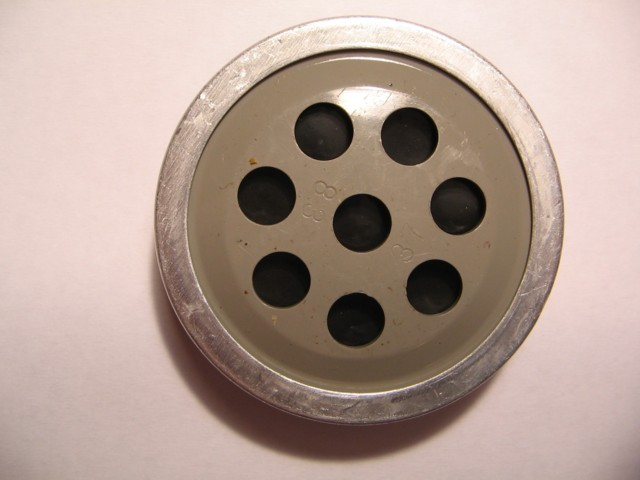
micròfon de carbó Western Electric, 1976.

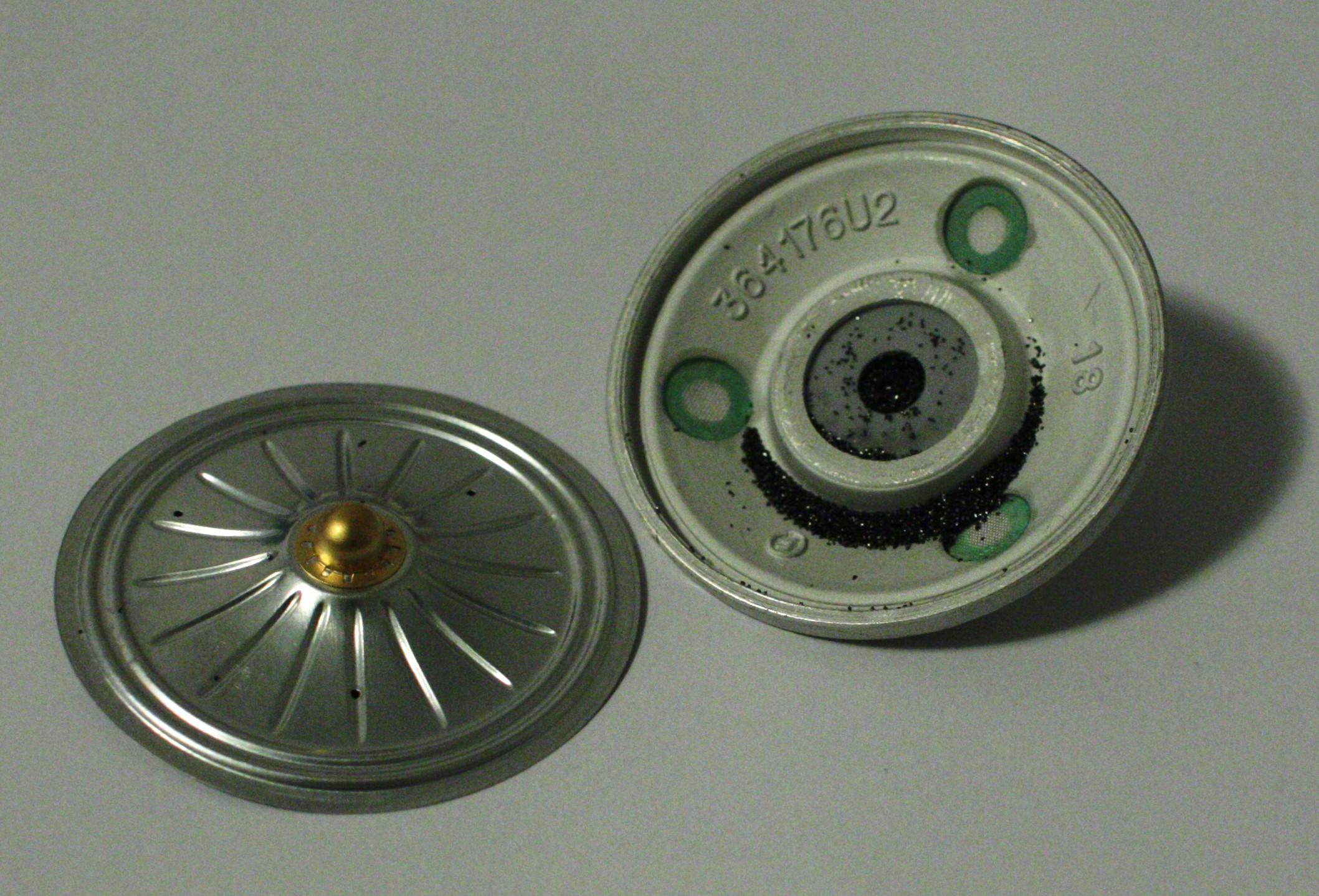
micròfon de carbó Ericsson

El micròfon de carbó és un micròfon de zona de pressió, on el carbó (antracita o grafit) a què es refereix el nom, està en el seu interior en un compartiment tancat cobert per la membrana. Aquestes partícules de carbó presenten una certa resistència al pas del corrent. En arribar-li una ona sonora a la placa, aquesta empeny les partícules de carbó que es desordenen-comprimeixen provocant una variació de resistència i, per tant, una variació del corrent que hi circula proporcional a la pressió de l'ona sonora incident.
Aquest tipus de micròfons ha estat molt emprat en telefonia i encara s'empra en el microtelèfons clàssics, perquè la seua resposta en freqüència, entre 200 i 3.000 Hz, és ideal per captar la veu humana. No obstant això, llevat de les aplicacions en telefonia i àrees relacionades (porters automàtics, etc.), són uns micròfons molt poc emprats en els altres camps perquè generen bastant soroll i la seva resposta en freqüència és irregular. Per aquest motiu no són, en absolut, recomanables per a la radiodifusió. Va ser inventat per David Edward Hughes el 1878.